# Live in Boston
Live In Boston es un álbum en directo de la banda estadounidense de rock The Doors. Se grabó el 10 de abril de 1970, como parte de su Absolutely Live Tour. Jim Morrison pareciera estar en estado de embriaguez, sobre todo en la segunda parte del concierto.
El primer show de The Doors estuvo a la altura, Jim Morrison con mucha energía en la escena y la banda sonando con mucha fuerza, con una conexión especial, como todos los conciertos de la década de los 70.
La banda en este segundo concierto de la noche abre los fuegos con un clásico: "Break On Through", comienzo demoledor, Jim Saltando en el escenario inmediatamente después de la introducción de la canción. Desde el comienzo Jim gritando e improvisando, con mucha energía. Luego sigue “When The Music's Over”, acá el público acompaña con las palmas, como es habitual aquí improvisa algunas líneas. En mix como es habitual “Alabama Song”, “Backdoor Man” y “Five To One”. Durante "Alabama Song". Jim sube a una columna de un amplificador, y sobre los altavoces continua cantando hasta terminar la canción. Sigue la diversión y el blues con “Build Me A Woman” y “You Make Me Real”. Luego la banda interpreta una versión improvisada y divertida de “Mystery Train”, en donde Jim inyesta algunas líricas e improvisaciones de sonido con su voz, disfrutando mucho con el público, sólo como el lo sabe hacer, haciendo un largo mix, incluyendo, líricas de “People Get Ready”, “Away In India” y “Crossroads” .
Luego Jim presenta a sus compañeros, casi ya en el final del concierto tocan su himno
“Light My Fire”, se comienza a vivir el clímax del concierto, versión fuera de serie, un largo mix que incluye muchas líricas.
The Doors tocó por casi dos horas en su segundo concierto e hizo caso omiso a la petición de los productores para detener el concierto. La producción gestionó el corte de energía de los equipos en el medio de una de sus canciones. Pero sin embargo el micrófono siguió encendido, dando así la oportunidad de responder airadamente a Jim: "Those cocksuckers."
Manzarek salta del teclado, cubre la boca de Jim y le recuerda con fuerza que cualquier incidente podría dañar aún más el "tour", sin embargo se separó de Manzarek y continuó su protesta: "Todos debemos reunirnos y disfrutar, porque un tarado nos va a ganar si ustedes han pagado para estar aquí” .
Jim continuó con su protesta, entonces agarró el micrófono de pie y comenzó a destrozar el escenario antes de abandonar el piso de Boston Arena. The Doors se había previsto para tocar la noche siguiente en el “Salt Lake City”. Lamentablemente lo que había pasado gatilló del desapruebo de “Earl Duryea”, gerente del “Salt Palace”, él había volado a Boston para ver la actuación del grupo con el fin de determinar si “The Doors” sería adecuado la audiencia del norte de “UTAH”. “Earl” estuvo presente en ambos conciertos esa noche, y había visto lo que ocurrió durante el segundo set. A la mañana siguiente, Earl llamó por teléfono a funcionarios del “Salt Lake City” para informarles de que “The Doors” era un acto "inadecuado para el desempeño local". Miami seguía estando presente. Como resultado de esto, la próxima fecha de The Doors en “Salt Palace” fue cancelada.
En una entrevista a Morrison dijo:
"Cuando doy todo en el escenario es por lo general por una razón: no puedo soportar que interrumpan un concierto de gran éxito, de nuevo la noche pasada en Boston. Justo cuando la gente estaba más entusiasmada, se tira el telón. Me enfadé, no tanto para nosotros como para el público, que ha sido objeto de burla.

## Lista de canciones

### Disco 1
- Primer show

1. "Start" - (0:07)
2. "All Right, All Right, All Right" - (0:10)
3. "Roadhouse Moan" - (1:33)
4. "Roadhouse Blues" - (4:56)
5. "Ship Of Fools" (6:27)
6. "Alabama Song (Whisky Bar)" (2:02)
7. "Back Door Man" (2:16)
8. "Five To One" (9:09)
9. "When the Music's Over" (14:45)
10. "Rock Me" (7:14)
11. "Mystery Train" (7:18)
12. "Away In India" (1:54)
13. "Crossroads" (5:15)
14. "Prelude to Wake Up!" (0:48)
15. "Wake Up!" (1:33)
16. "Light My Fire" (12:32)

### Disco 2
- Segundo show

1. "Start" (1:22)
2. "Break on Through (To the Other Side)" (8:12)
3. "I Believe In Democracy" (0 Over" (14:19)
4. "Roadhouse Blues" (5:53)
5. "The Spy" (5:43)
6. "Alabama Song (Whisky Bar)" (1:40)
7. "Back Door Man" (2:27)
8. "Five to One" (7:06)
9. "Astrology Rap" (0:45)
10. "Build Me A Woman" (3:57)
11. "You Make Me Real" (3:26)
12. "Wait A Minute!" (0:44)
13. "Mystery Train" (7:52)
14. "Away In India" (2:52)
15. "Crossroads" (3:31)

1. "Light My Fire" (5:47)
2. "Fever" [Light My Fire Cont'd] (0:23)
3. "Summertime" [Light My Fire Cont'd] (7:29)
4. "St. James Infirmary Blues" [Light My Fire Cont'd] (0:46)
5. "Graveyard Poem" [Light My Fire Cont'd] (1:13)
6. "Light My Fire" [Reprise] (2:11)
7. "More, More, More!" (0:19)
8. "Ladies & Gentlemen" (0:13)
9. "We Can't Instigate" (0:13)
10. "They Want More" (1:16)
11. "Been Down So Long" (6:13)
12. "Power Turned Off" (9:15)